# 색채 지각

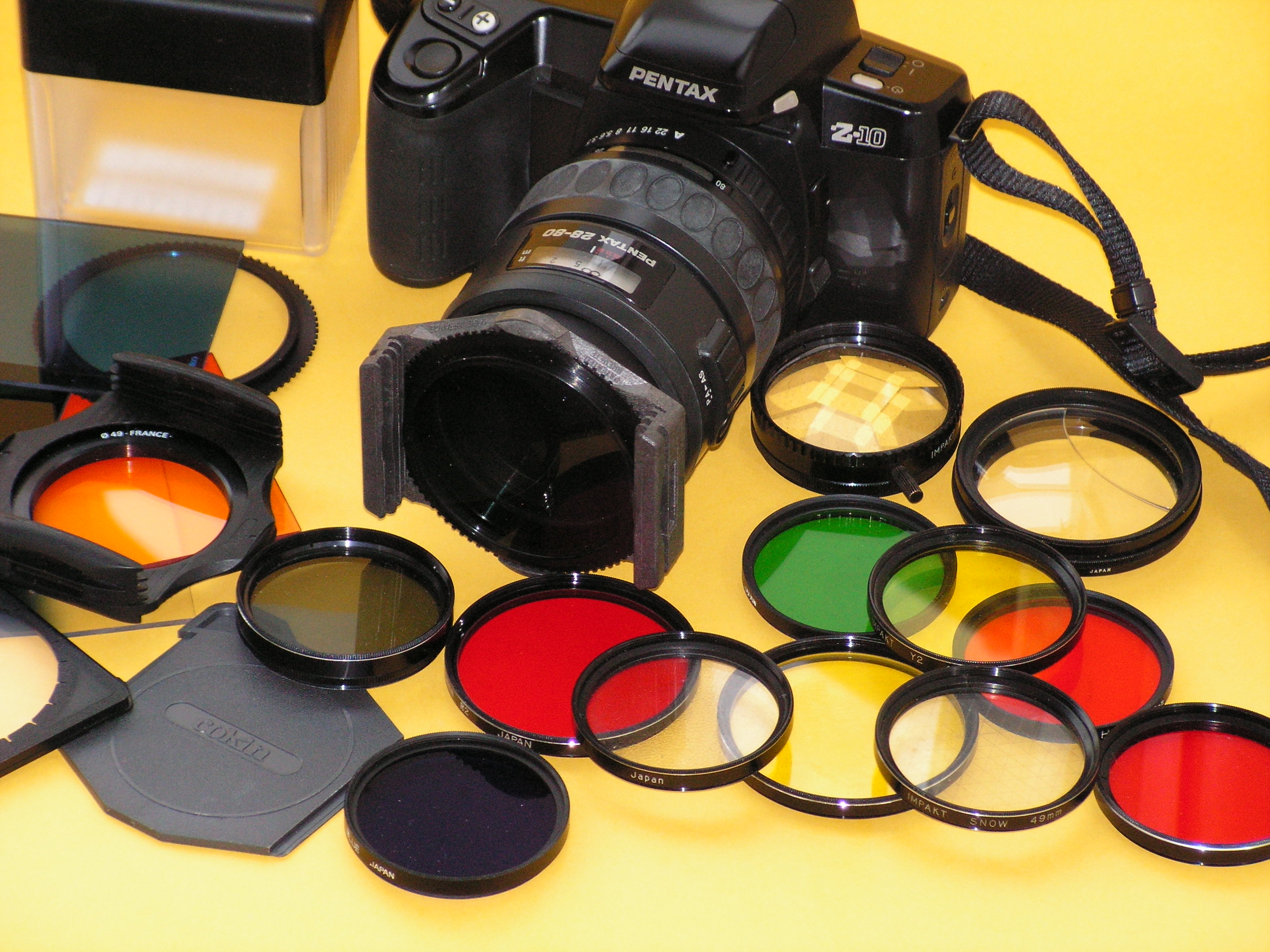
사진기로 찍은 무색, 녹색, 빨강 필터 (사진술)

색채 지각(color vision)은 시각의 특징으로, 빛의 강도와 관계없이 다른 주파수로 구성된 빛 사이의 차이를 인식하는 능력이다.
색 지각은 더 큰 시각계의 일부이며, 눈에 들어오는 빛에 의한 다양한 종류의 광수용체의 차등 자극으로 시작하여 궁극적으로 뇌의 더 높은 인식 기능으로 이어지는 여러 층의 뉴런을 통해 전파되는 복잡한 과정에 의해 매개된다. 색채 지각은 많은 동물에게서 발견되며, 공통된 종류의 생체 분자와 다양한 동물 분류군 내에서 색채 지각의 진화의 복잡한 역사를 가진 유사한 기본 메커니즘에 의해 매개된다. 영장류에서 색채 지각은 영양가 있는 어린 잎, 잘 익은 과일, 꽃을 찾는 것뿐만 아니라 포식자 위장과 다른 영장류의 감정 상태를 감지하는 것을 포함한 다양한 시각적 작업을 위한 선택 압력 하에서 진화했을 수 있다.

## 파장
아이작 뉴턴은 백색광이 분산 프리즘을 통과하여 구성 색으로 분리된 후 다른 프리즘을 통과시켜 백색광으로 재결합될 수 있다는 것을 발견했다. 

밝은 곳 시각 상태의 인체 시각 시스템의 상대적 밝기 민감도(파장 함수) (명도 함수)

가시광선 스펙트럼은 약 380~740나노미터(nm) 범위에 걸쳐 있다. 빨강, 주황, 노랑, 초록, 시안, 파랑, 보라와 같은 스펙트럼 색상 (좁은 파장 대역에 의해 생성되는 색상)은 이 범위에서 발견될 수 있다. 이 스펙트럼 색상은 단일 파장을 나타내는 것이 아니라 일련의 파장을 나타낸다. 빨강: 625–740 nm; 주황: 590–625 nm; 노랑: 565–590 nm; 초록: 500–565 nm; 시안: 485–500 nm; 파랑: 450–485 nm; 보라: 380–450 nm.
이 범위보다 길거나 짧은 파장은 각각 적외선 또는 자외선이라고 불린다. 인간은 일반적으로 이러한 파장을 볼 수 없지만, 다른 동물들은 볼 수 있다.

### 색상 감지
파장의 충분한 차이는 인식되는 색상에 차이를 일으킨다. 파장의 최소 식별 차이는 청록색과 노랑 파장에서는 약 1 나노미터에서 길게는 빨강 파장과 짧게는 파랑 파장에서는 10 nm 이상으로 다양하다. 인간의 눈은 수백 가지의 색상을 구별할 수 있지만, 순수한 스펙트럼 색상이 서로 혼합되거나 백색광과 희석되면 구별할 수 있는 색도의 수가 훨씬 더 많을 수 있다.
매우 낮은 조명 수준에서는 시야가 암순응 시각이다. 빛은 망막의 간상세포에 의해 감지된다. 간상세포는 500 nm 근처의 파장에 최대 민감도를 보이며, 색채 지각에는 거의 또는 전혀 역할을 하지 않는다. 낮과 같은 더 밝은 조명에서는 시야가 명순응 시각이며, 빛은 색채 지각을 담당하는 원추세포에 의해 감지된다. 원추세포는 다양한 파장에 민감하지만, 555 nm 근처의 파장에 가장 민감하다. 이 영역들 사이에서 중간 순응 시각이 작동하며, 간상세포와 원추세포 모두 망막 신경절 세포에 신호를 제공한다. 어두운 빛에서 낮의 빛으로의 색채 지각 변화는 푸르키네 효과로 알려진 차이를 발생시킨다.
"백색"의 지각은 가시광선의 전체 스펙트럼에 의해 형성되거나, 소수의 색상 수용체를 가진 동물에서는 몇 가지 파장의 색상을 혼합하여 형성된다. 인간의 경우, 백색광은 빨강, 초록, 파랑과 같은 파장을 결합하거나, 파랑과 노랑과 같은 한 쌍의 보색만을 결합하여 인식될 수 있다.

### 비스펙트럼 색상
스펙트럼 색상과 그 색상 외에도 다양한 색상이 있다. 여기에는 회색조, 회색조 색상과 스펙트럼 색상을 혼합하여 얻은 색상 음영, 자홍색-빨강 색상, 불가능한 색상, 금속성 색상이 포함된다.
회색조 색상에는 흰색, 회색, 검은색이 포함된다. 간상세포는 빛의 강도에 반응하는 로돕신을 포함하여 회색조 색상을 제공한다.
음영에는 분홍색이나 갈색과 같은 색상이 포함된다. 분홍색은 빨강과 흰색을 혼합하여 얻는다. 갈색은 주황색과 회색 또는 검은색을 혼합하여 얻을 수 있다. 네이비는 파랑과 검은색을 혼합하여 얻는다.
자홍색-빨강 색상에는 마젠타의 색상과 음영이 포함된다. 빛 스펙트럼은 한쪽 끝이 보라색이고 다른 쪽 끝이 빨간색인 선이지만, 우리는 이 두 색상을 연결하는 자주색 색상을 본다.
불가능한 색상은 자연적으로 생성될 수 없는 원추 세포 반응의 조합이다. 예를 들어, 중간 원추 세포는 단독으로 완전히 활성화될 수 없다. 만약 활성화된다면, 우리는 '하이퍼-녹색' 색상을 보게 될 것이다.

## 차원성
색채 지각은 주로 색상 색역의 차원성에 따라 분류되며, 이는 색채 지각을 표현하는 데 필요한 원색의 수로 정의된다. 이는 일반적으로 발현되는 광옵신의 수와 같다. 이 상관관계는 척추동물에는 해당되지만 무척추동물에는 해당되지 않는다. 공통 조상 척추동물은 4개의 광옵신(원추세포에 발현)과 로돕신(간상세포에 발현)을 가지고 있었으므로 사색형 색각이었다. 그러나 많은 척추동물 계통은 하나 또는 여러 광옵신 유전자를 잃어 더 낮은 차원의 색채 지각을 가지게 되었다. 색채 지각의 차원은 1차원에서 시작하여 다음과 같다.
| 차원             | 특징                             | 발생                                                                               |
| ---------------- | -------------------------------- | ---------------------------------------------------------------------------------- |
| 단색형 색각      | 1차원 색채 지각 색상 지각의 부재 | 일부 포유류, 바다표범상과, 고래류 및 빈치류 포함                                   |
| 이색형 색각      | 2차원 색채 지각                  | 대부분의 포유류 및 색각 이상 인간의 4분의 1                                        |
| 삼색형 색각      | 3차원 색채 지각                  | 대부분의 구세계원숭이 및 유인원 (대부분의 인간 포함); 아마도 단공류 및 일부 유대류 |
| 사색형 색각      | 4차원 색채 지각                  | 대부분의 새, 파충류, 어류, 그리고 드물게 인간                                      |
| 오색형 색각 이상 | 5차원 이상 색채 지각             | 척추동물에서 드물게 발생                                                           |

## 색채 지각의 생리학

파장이 나노미터로 주어진 단색 스펙트럼 자극에 대한 인간 원추세포의 정규화된 반응 스펙트럼

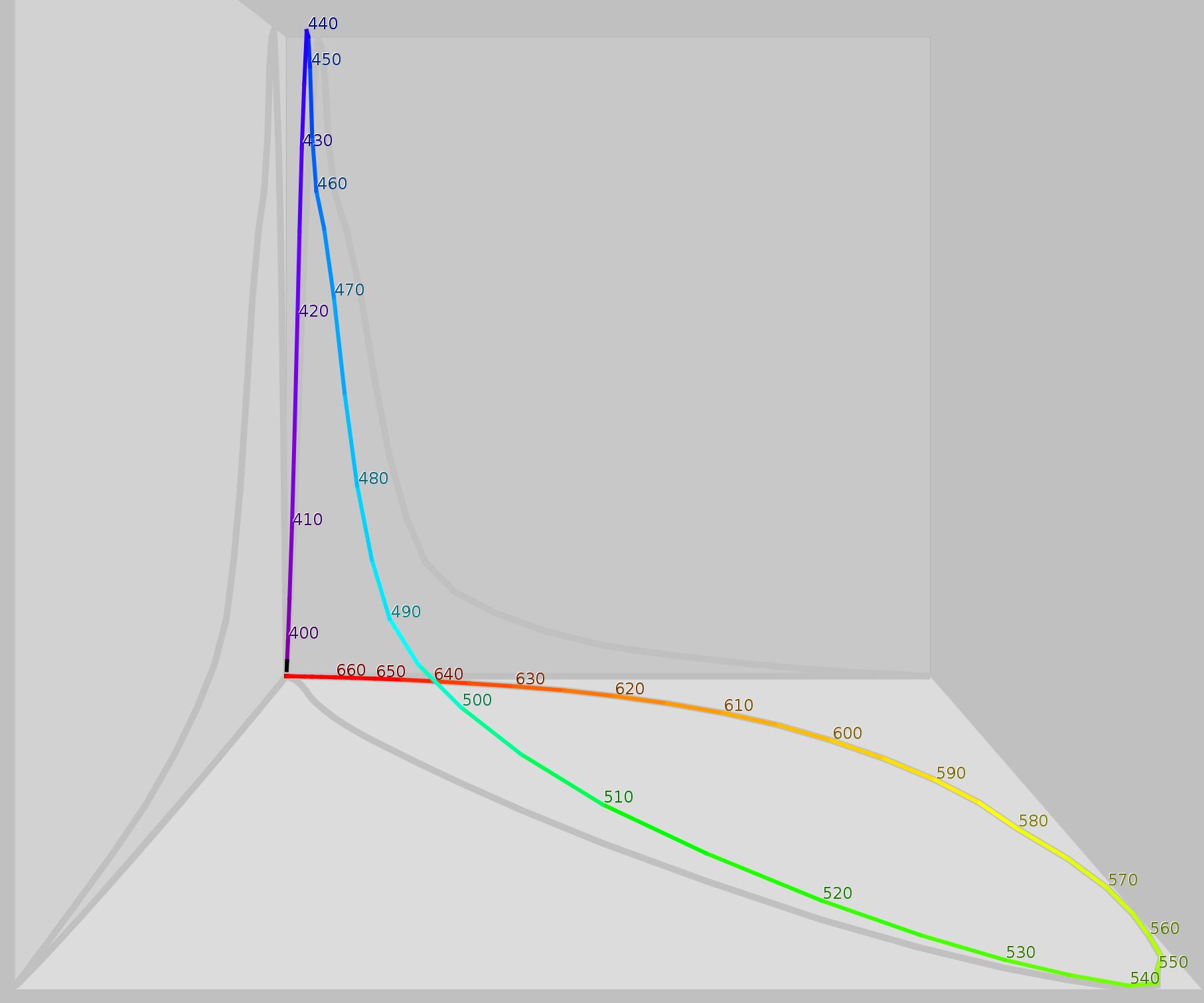
위 그림과 동일한 수치를 세 가지 (정규화된 원추세포 반응) 차원에서 단일 곡선으로 나타낸 것

색상 지각은 원추세포로 알려진 특수 망막 세포에서 시작된다. 원추세포는 서로 다른 스펙트럼 민감도를 가진 옵신(색소 단백질)의 다른 형태를 포함한다. 인간은 세 가지 유형을 가지고 있으며, 이는 삼색형 색각을 유발한다.
각 개별 원추세포는 빛을 흡수하는 보결분자단인 레티날 또는 드물게 11-시스-디히드로레티날에 공유결합된 옵신 아포단백질로 구성된 색소를 포함한다.
원추세포는 일반적으로 스펙트럼 민감도 피크의 파장 순서에 따라 짧은 파장(S), 중간 파장(M), 긴 파장(L) 원추세포 유형으로 명명된다. 이 세 가지 유형은 우리가 아는 특정 색상과 잘 일치하지 않는다. 오히려 색상 지각은 망막에서 이 세포들의 차등 출력을 시작으로 시각 겉질과 뇌의 연합 영역에서 완료되는 복잡한 과정에 의해 이루어진다.
예를 들어, L 원추세포는 단순히 빨강 수용체로 불려왔지만, 미세분광측정법은 그들의 최대 민감도가 스펙트럼의 녹색-노란색 영역에 있음을 보여주었다. 마찬가지로, S 원추세포와 M 원추세포는 직접적으로 파랑과 녹색에 해당하지 않지만, 종종 그렇게 묘사된다. 따라서 RGB는 색상을 표현하는 편리한 수단이지만, 인간 눈의 원추세포 유형에 직접적으로 기반을 둔 것은 아니다.
인간 원추세포의 피크 반응은 이른바 정상적인 색각을 가진 개인들 사이에서도 다양하다. 일부 비인간 종에서는 이러한 다형성 변이가 훨씬 더 크며, 이는 적응적일 수도 있다.

### 이론

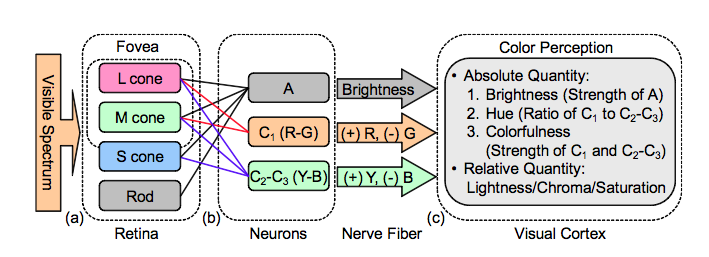
반대 과정 이론

색채 지각의 두 가지 상보적인 이론은 삼색설과 반대 과정 이론이다. 삼색설, 또는 영-헬름홀츠 색각설은 19세기에 토머스 영과 헤르만 폰 헬름홀츠가 제안한 것으로, 각각 파랑, 초록, 빨강에 우선적으로 민감한 세 가지 유형의 원추세포를 가정한다. 다른 이들은 삼색설이 구체적으로 색채 지각 이론이 아니라 색을 포함한 모든 시각에 대한 수용체 이론이며, 색에 국한되거나 제한되지 않는다고 제안했다. 마찬가지로, 에발트 헤링이 묘사한 현상적 반대성(phenomenal opponency)과 생리학적 반대 과정(physiological opponent processes) 간의 관계가 간단하지 않다는 제안도 있었다(아래 참조). 이는 생리학적 반대성이 색채 지각뿐만 아니라 시각 전체에 관련된 메커니즘임을 의미한다. 헤링은 1872년에 반대 과정 이론을 제안했다. 이 이론은 시각 시스템이 색상을 적대적인 방식으로 해석한다고 주장한다. 빨강 대 초록, 파랑 대 노랑, 검은색 대 흰색. 두 이론 모두 일반적으로 유효한 것으로 받아들여지며, 인접 다이어그램에 시각화된 바와 같이 시각 생리학의 다른 단계를 설명한다.:168
녹색-자홍색 및 파랑-노랑은 상호 배타적인 경계를 가진 척도이다. "약간 음수인" 양수가 존재할 수 없는 것처럼, 단일 눈은 파랑-노랑 또는 빨강-초록을 인식할 수 없다. 이 두 이론이 현재 널리 받아들여지는 이론이지만, 과거 및 최근 연구는 표준 반대 과정 이론의 여러 불일치로 제시되는 것들로부터 반대 과정 이론에 대한 비판을 불러일으켰다. 예를 들어, 보색 잔상 현상은 생생한 색상을 일정 시간 응시한 후 흰색 표면을 바라봄으로써 색상 지각을 담당하는 세포를 피로하게 함으로써 유발될 수 있다. 이러한 보색 현상은 빨강의 보색이 초록색이 아니라 시안색이며, 초록색의 보색이 빨강색이 아니라 마젠타색임을 보여준다. 따라서 이는 반대 과정 이론에 의해 불가능하다고 여겨지는 빨강-초록색이 실제로는 노랑색임을 보여준다. 이러한 현상은 삼색설에 의해 더 쉽게 설명되지만, 불일치에 대한 설명은 이러한 효과를 반영하기 위해 반대색을 빨강 대 시안으로 재정의하는 것과 같은 반대 과정 이론의 변경을 포함할 수 있다. 이러한 비판에도 불구하고 두 이론은 계속 사용된다.
에드윈 H. 랜드가 제안한 새로운 이론인 레티넥스 이론은 색채항등성의 시연에 기반을 두고 있으며, 이는 복잡한 자연 장면의 일부인 모든 표면의 색상이 그 표면에서 반사되는 빛의 파장 구성과 상당 부분 독립적임을 보여준다. 또한 복잡한 장면의 주어진 부분을 바라볼 때 생성되는 잔상도 그 부분에서 반사되는 빛의 파장 구성과만 독립적이다. 따라서, 더 많은 "녹색"(중간 파장) 빛보다 더 많은 "빨강"(긴 파장) 빛을 반사하는 녹색 표면을 바라볼 때 생성되는 잔상이 마젠타색이라면, 동일한 표면이 더 많은 "빨강" 빛보다 더 많은 "녹색" 빛을 반사할 때(여전히 녹색으로 인식될 때)도 잔상은 마젠타색이다. 이는 망막 원추세포 적응에 기반한 색상 반대성의 설명을 배제하는 것으로 보인다.
랜드의 레티넥스 이론에 따르면, 자연 장면에서의 색상은 세 가지 원추세포("빨강", "초록", "파랑")가 장면에서 각 표면의 상대적 밝기를 개별적으로 지각하고, 시각 겉질과 함께 각 원추세포가 지각한 밝기 값을 비교하여 색상을 할당하는 것에 달려 있다.

### 인간 눈의 원추세포

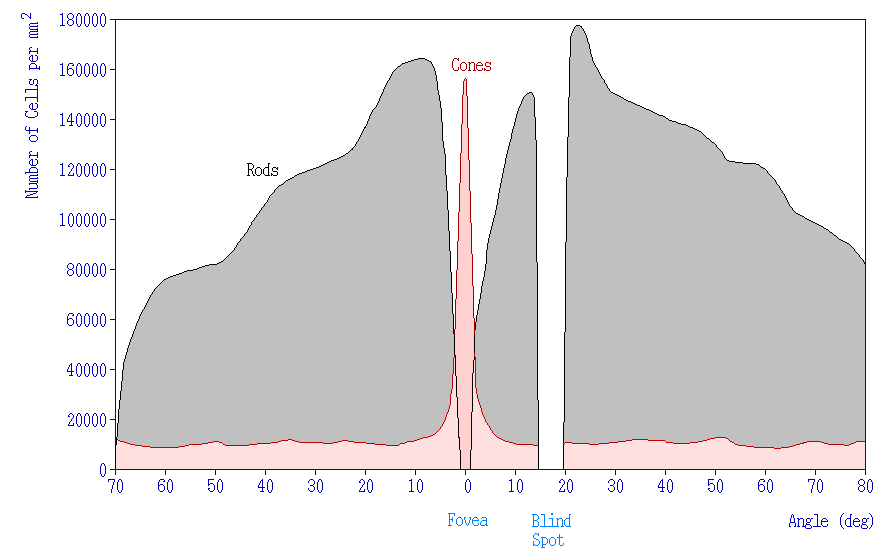
원추세포는 망막 대부분에 낮은 밀도로 분포하며, 중심와 중심부에서 급격히 밀도가 높아진다. 반대로 간상세포는 망막 대부분에 높은 밀도로 분포하며, 중심와에서 급격히 감소한다.

다양한 파장의 빛이 각 수용체 유형을 다양한 정도로 자극한다. 뇌는 각 수용체 유형의 정보를 결합하여 다양한 파장의 빛에 대한 다른 지각을 형성한다.
| 원추세포 유형 | 이름 | 범위             | 피크 파장  |
| ------------- | ---- | ---------------- | ---------- |
| S             | β    | 400–500 나노미터 | 420–440 nm |
| M             | γ    | 450–630 nm       | 534–555 nm |
| L             | ρ    | 500–700 nm       | 564–580 nm |

원추세포와 간상세포는 인간의 눈에 고르게 분포되어 있지 않다. 원추세포는 중심와에 고밀도로 분포하고 망막의 나머지 부분에는 저밀도로 분포한다. 따라서 색상 정보는 주로 중심와에서 수집된다. 인간은 주변 시야에서 색상 인식이 좋지 않으며, 주변에서 보는 색상의 대부분은 뇌가 맥락과 기억을 기반으로 예상하는 것으로 채워질 수 있다. 그러나 주변 시야의 색상 인식 정확도는 자극의 크기에 따라 증가한다.
L 및 M 원추세포에 존재하는 옵신(광색소)은 염색체 X에 암호화되어 있다. 이러한 암호화의 결함은 가장 흔한 두 가지 형태의 색각 이상으로 이어진다. L 원추세포에 존재하는 옵신을 암호화하는 OPN1LW 유전자는 다형성이 매우 높다. 한 연구에서는 236명의 남성 표본에서 85가지 변이를 발견했다. 소수의 여성은 각 X 염색체에 L 옵신 유전자에 대한 다른 대립유전자를 가지고 있기 때문에 추가적인 유형의 색상 수용체를 가질 수 있다. X 염색체 불활성화는 각 원추세포에서 하나의 옵신만 발현되지만, 두 가지 유형이 전체적으로 발생할 수 있음을 의미하며, 따라서 일부 여성은 어느 정도 사색형 색각을 나타낼 수 있다. M 원추세포에 발현되는 옵신을 암호화하는 OPN1MW의 변이는 드물게 나타나며, 관찰된 변이는 스펙트럼 민감도에 영향을 미치지 않는다.

### 영장류 뇌의 색상

인간 뇌의 시각 경로. 복측 경로 (자주색)는 색상 인식에 중요하다. 배측 경로 (초록색)도 표시되어 있다. 이들은 시각 겉질의 공통된 원천에서 시작된다.

색상 처리는 초기 색상 대립 메커니즘을 통해 시각 시스템의 매우 초기 수준(심지어 망막 내에서도)에서 시작된다. 따라서 헬름홀츠의 삼색설과 헤링의 반대 과정 이론은 모두 옳지만, 삼색성은 수용체 수준에서 발생하고, 반대 과정은 망막 신경절 세포 및 그 이상 수준에서 발생한다. 헤링의 이론에서 반대 메커니즘은 빨강-초록, 파랑-노랑, 명암의 반대 색상 효과를 나타낸다. 그러나 시각 시스템에서는 다양한 수용체 유형의 활동이 대립된다. 일부 왜소 망막 신경절 세포는 L 및 M 원추세포 활동에 반대하며, 이는 대략 빨강-초록 반대성에 해당하지만, 실제로는 청록색에서 자홍색까지의 축을 따라 진행된다. 작은 이층 망막 신경절 세포는 S 원추세포의 입력을 L 및 M 원추세포의 입력에 반대한다. 이는 종종 파랑-노랑 반대성에 해당한다고 생각되지만, 실제로는 노랑-초록색에서 보라색까지의 색상 축을 따라 진행된다.
시각 정보는 망막 신경절 세포에서 시각신경을 통해 시각교차로 뇌에 전달된다. 시각교차는 두 시각신경이 만나고 측두(반대측) 시각 영역의 정보가 뇌의 반대쪽으로 교차하는 지점이다. 시각교차 후, 시각 경로는 시각로라고 불리며, 시상으로 들어가 가쪽무릎핵(LGN)에서 시냅스를 형성한다.
가쪽무릎핵은 층(구역)으로 나뉘는데, 세 가지 유형이 있다: 주로 M-세포로 구성된 M-층, 주로 P-세포로 구성된 P-층, 그리고 K-세포 층이다. M- 및 P-세포는 망막 대부분에서 L- 및 M-원추세포로부터 비교적 균형 잡힌 입력을 받지만, 중심와에서는 그렇지 않은 것으로 보이며, 왜소 세포는 P-층에서 시냅스를 형성한다. K-세포 층은 작은 이층 신경절 세포에서 축삭을 받는다.
LGN에서 시냅스를 형성한 후, 시각 경로는 뇌 뒤쪽 후두엽에 위치한 1차 시각 겉질(V1)로 계속 이어진다. V1 내에는 뚜렷한 띠(줄무늬)가 있다. 이는 "줄무늬 겉질"이라고도 불리며, 다른 겉질 시각 영역은 "외줄무늬 겉질"이라고 총칭된다. 이 단계에서 색상 처리는 훨씬 더 복잡해진다.
V1에서는 단순한 삼색 분리가 깨지기 시작한다. V1의 많은 세포는 스펙트럼의 일부에 다른 부분보다 더 잘 반응하지만, 이러한 "색상 조절"은 종종 시각 시스템의 적응 상태에 따라 달라진다. 빛이 비교적 밝으면 장파장 빛에 가장 잘 반응할 수 있는 주어진 세포가 자극이 비교적 어두우면 모든 파장에 반응하게 될 수 있다. 이 세포들의 색상 조절이 안정적이지 않기 때문에, 일부는 V1의 상대적으로 작은 신경 세포 집단이 색채 지각을 담당한다고 믿는다. 이러한 특화된 "색상 세포"는 종종 국부적인 원추세포 비율을 계산할 수 있는 수용역을 가지고 있다. 이러한 "이중 반대 세포"는 처음에 나이젤 도(Nigel Daw)에 의해 금붕어 망막에서 기술되었다. 영장류에서의 존재는 데이비드 H. 허블과 토르스텐 비셀에 의해 제안되었고, C.R. 마이클에 의해 처음 시연되었으며 이후 베빌 콘웨이에 의해 확인되었다. 마가렛 리빙스턴과 데이비드 허블이 보여주었듯이, 이중 반대 세포는 V1의 블롭이라고 불리는 국소화된 영역 내에 밀집되어 있으며, 빨강-초록 및 파랑-노랑의 두 가지 유형으로 존재한다고 생각된다. 빨강-초록 세포는 장면의 한 부분에 있는 빨강-초록의 상대적 양을 장면의 인접 부분에 있는 빨강-초록의 양과 비교하여 국부적인 색상 대비(초록 옆의 빨강)에 가장 잘 반응한다. 모델링 연구에 따르면 이중 반대 세포는 에드윈 H. 랜드가 그의 레티넥스 이론에서 설명한 색채항등성의 신경 메커니즘에 이상적인 후보이다.

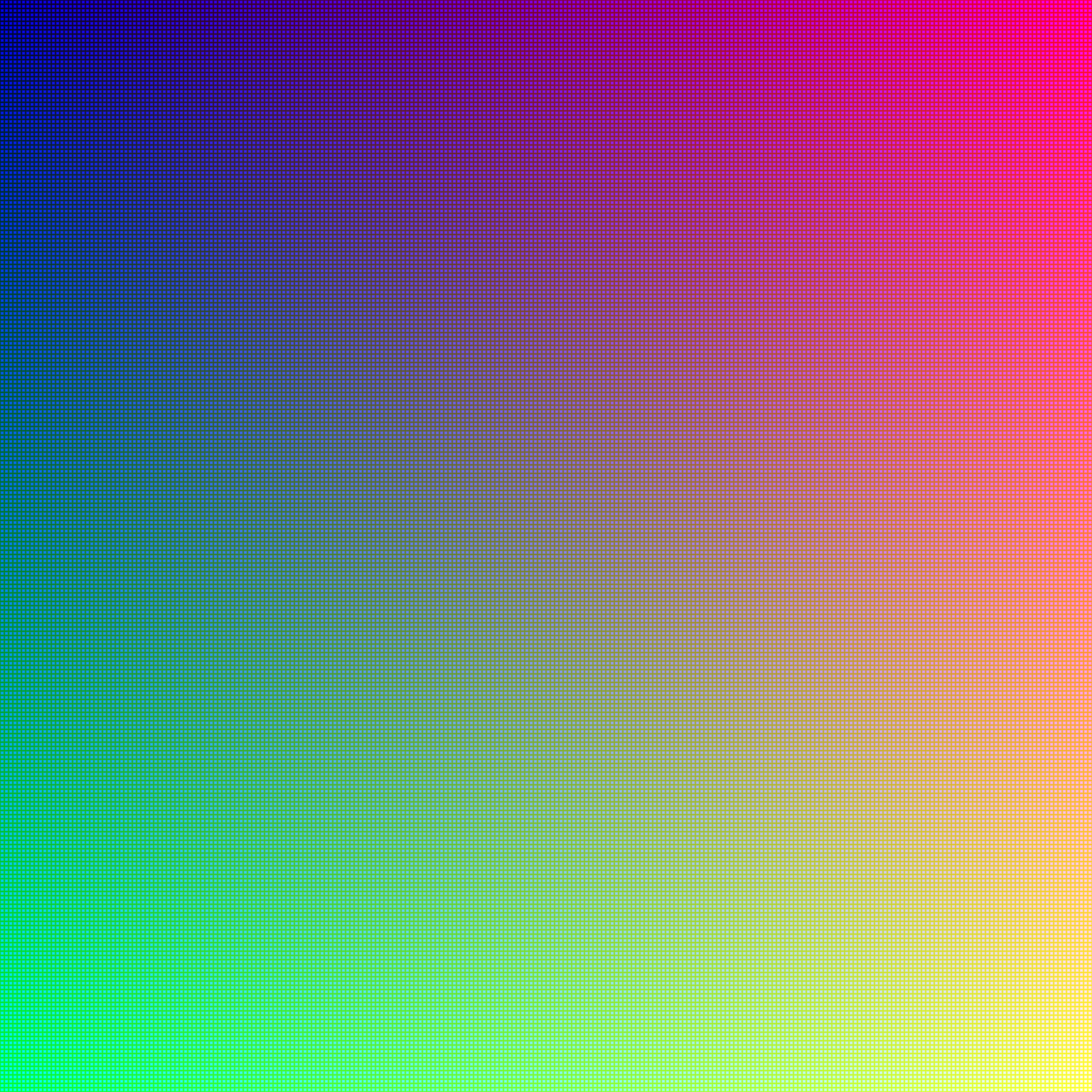
전체 크기로 보면 이 이미지는 약 1,600만 픽셀을 포함하며, 각 픽셀은 전체 RGB 색상 세트에서 다른 색상에 해당한다. 인간의 눈은 약 1,000만 가지의 다른 색상을 구별할 수 있다.

V1 블롭에서 색상 정보는 두 번째 시각 영역인 V2의 세포로 전송된다. V2에서 색상에 가장 강력하게 조율된 세포들은 효소 시토크롬 산화효소에 염색되는 "얇은 줄무늬"에 밀집되어 있다(얇은 줄무늬를 구분하는 것은 다른 시각 정보, 즉 운동 및 고해상도 형태와 관련된 간줄무늬 및 두꺼운 줄무늬이다). V2의 뉴런은 확장된 V4의 세포와 시냅스를 형성한다. 이 영역은 V4뿐만 아니라 V3 영역 앞의 후방 하측두피질의 두 다른 영역, 즉 배측 후방 하측두피질 및 후방 TEO를 포함한다. V4 영역은 처음에 세미르 제키에 의해 색상에만 전적으로 전념한다고 제안되었으며, 그는 나중에 V4가 색상 세포의 농도가 매우 높은 하위 영역으로 나뉠 수 있으며, 이러한 하위 영역은 농도가 낮은 영역과 분리되어 있지만 후자의 세포들도 다른 파장보다 일부 파장에 더 잘 반응한다는 것을 보여주었다. 이는 이후 연구에서도 확인되었다. V4에 방향 선택 세포가 존재한다는 사실은 V4가 색상 및 색상과 관련된 형태 처리에 관여한다는 견해로 이어졌지만, V4 내의 방향 선택 세포는 V1, V2, V3의 대응 세포보다 광범위하게 조율된다는 점에 유의할 필요가 있다. 확장된 V4의 색상 처리는 글롭이라고 불리는 밀리미터 크기의 색상 모듈에서 발생한다. 이곳은 색상이 색 공간에 있는 모든 색상 범위로 처음 처리되는 뇌의 부분이다.
해부학적 연구에 따르면 확장된 V4의 뉴런은 하위 측두엽으로 입력을 제공한다. "IT" 겉질은 색상 정보를 모양 및 형태와 통합하는 것으로 생각되지만, 이 주장에 대한 적절한 기준을 정의하는 것은 어려웠다. 이러한 불분명함에도 불구하고, 이 경로(V1 > V2 > V4 > IT)를 복측 경로 또는 "무엇 경로"로 특징짓는 것은 유용했으며, 이는 다른 특징들 중에서 움직임을 분석하는 것으로 생각되는 배측 경로("어디 경로")와 구별된다.

## 색 지각의 주관성
색은 관찰자에 의한 시각적 지각의 특징이다. 가시 스펙트럼의 빛의 파장과 인간의 색상 경험 사이에는 복잡한 관계가 있다. 대부분의 사람들은 동일한 매핑을 가지고 있다고 가정되지만, 철학자 존 로크는 다른 대안이 가능하다고 인식했으며, "반전 스펙트럼" 사고 실험으로 그러한 가상 사례를 설명했다. 예를 들어, 반전 스펙트럼을 가진 사람은 '빨강'(700 nm) 빛을 볼 때 녹색을 경험하고, '녹색'(530 nm) 빛을 볼 때 빨강을 경험할 수 있다. 그러나 이러한 반전은 실험에서 한 번도 입증된 적이 없다.
공감각 (또는 관념 공감각)은 소리나 모양과 같이 빛이 아닌 입력에 의해 유발되는 비정형적이지만 명확한 주관적인 색상 경험의 예를 제공한다. 색상 경험이 세상의 속성으로부터 명확히 분리될 가능성은 색상이 주관적인 심리적 현상임을 드러낸다.
힘바족은 대부분의 서양인과는 다른 방식으로 색상을 분류하며, 대부분의 사람들에게 거의 구별되지 않는 가까운 녹색 음영을 쉽게 구별할 수 있는 것으로 밝혀졌다. 힘바족은 스펙트럼을 어두운 색조(힘바어로는 zuzu), 매우 밝은 색조(vapa), 선명한 파랑과 초록(buru), 그리고 건조한 색상으로 나누는 매우 다른 색상 체계를 만들었는데, 이는 그들의 특정 생활 방식에 대한 적응이다.
색상 지각은 지각되는 대상이 제시되는 맥락에 크게 의존한다.
심리 물리 실험은 색상이 선의 방향과 방향성 움직임보다 각각 40ms와 80ms 정도 먼저 지각된다는 것을 보여주었으며, 이는 짧은 제시 시간으로 입증될 수 있는 지각적 비동기를 야기한다.

### 색채 적응
색채 지각에서 색채 적응은 색채항등성을 의미한다. 즉, 다양한 광원 아래에서 물체의 외관을 유지하는 시각 시스템의 능력이다. 예를 들어, 파랑, 분홍 또는 보라색 빛 아래에 있는 흰색 페이지는 각각 주로 파랑, 분홍 또는 보라색 빛을 눈에 반사한다. 그러나 뇌는 (주변 물체의 색상 변화에 기반하여) 조명 효과를 보정하고, 세 가지 조건 모두에서 페이지를 흰색으로 해석할 가능성이 더 높다. 이는 색채항등성으로 알려진 현상이다.
색 과학에서 색채 적응은 기록된 광원과 다른 광원 아래에서 객체의 표현을 추정하는 것을 말한다. 일반적인 적용은 중성 객체의 기록이 중성으로 보이도록 하는 색채 적응 변환(CAT)을 찾는 것이며(색조화), 다른 색상도 사실적으로 보이도록 유지하는 것이다. 예를 들어, 색채 적응 변환은 다른 백색점을 가진 ICC 프로파일 간에 이미지를 변환할 때 사용된다. 어도비 포토샵은 브래드포드 CAT를 사용한다.

## 비인간의 색채 지각
많은 종은 인간의 "가시 스펙트럼" 범위를 벗어나는 주파수의 빛을 볼 수 있다. 꿀벌류와 다른 많은 곤충은 자외선을 감지할 수 있으며, 이는 꽃의 꽃꿀을 찾는 데 도움이 된다. 곤충 수분에 의존하는 식물 종은 인간에게 얼마나 다채롭게 보이는지보다 자외선 "색상"과 패턴 덕분에 번식에 성공할 수 있다. 새 또한 자외선(300–400 nm)을 볼 수 있으며, 일부는 자외선 범위에서만 보이는 성별 의존적인 깃털 무늬를 가지고 있다. 그러나 자외선 영역을 볼 수 있는 많은 동물은 빨간색 빛이나 다른 붉은색 파장을 볼 수 없다. 예를 들어, 꿀벌의 가시 스펙트럼은 주황색 파장이 시작되기 직전인 약 590 nm에서 끝난다. 그러나 새는 인간만큼 빛 스펙트럼을 멀리 볼 수는 없지만, 일부 붉은색 파장을 볼 수 있다. 일반 금붕어만이 적외선과 자외선을 모두 볼 수 있다는 것은 근거 없는 통념이다. 그들의 색채 지각은 자외선까지 확장되지만 적외선까지는 확장되지 않는다.
이러한 변이의 근본 원인은 종마다 다른 원추세포 유형의 수이다. 포유류는 일반적으로 제한된 유형의 색채 지각을 가지며, 보통 적록 색맹이 있고 두 가지 유형의 원추세포만 가지고 있다. 인간, 일부 영장류 및 일부 유대류는 확장된 범위의 색상을 볼 수 있지만, 이는 다른 포유류와 비교했을 때에 한한다. 대부분의 비포유류 척추동물 종은 인간만큼 색상을 구별하며, 많은 종류의 새, 어류, 파충류 및 양서류, 그리고 일부 무척추동물은 세 가지 이상의 원추세포 유형을 가지고 있어 인간보다 우수한 색채 지각을 가질 가능성이 높다.
대부분의 협비원류 (구세계원숭이 및 유인원—인간과 밀접하게 관련된 영장류)에는 세 가지 유형의 색 수용체 (이른바 원추세포)가 있어 삼색형 색각을 유도한다. 이 영장류는 인간과 마찬가지로 삼색형 색각자로 알려져 있다. 다른 많은 영장류 (신세계원숭이 포함) 및 다른 포유류는 이색형 색각자이며, 이는 낮에 활동하는 포유류(예: 고양이과, 개과, 유제류)의 일반적인 색채 지각 상태이다. 야행성 포유류는 색채 지각이 거의 또는 전혀 없을 수 있다. 삼색형 색각을 가진 비영장류 포유류는 드물다.:174–175
많은 무척추동물은 색채 지각을 가지고 있다. 꿀벌류와 뒤영벌속은 삼색형 색채 지각을 가지고 있으며, 일반적으로 빨간색에 둔감하지만 자외선에 민감하다. 예를 들어, Osmia rufa는 꽃에서 꽃가루를 찾아다닐 때 사용하는 삼색형 색상 시스템을 가지고 있다. 꿀벌에게 색채 지각의 중요성을 고려할 때, 이러한 수용체 민감도가 그들의 특정 시각 생태, 예를 들어 그들이 방문하는 꽃의 종류를 반영할 것으로 예상할 수 있다. 그러나 개미를 제외한 주요 벌목 곤충 집단(즉, 꿀벌, 말벌, 잎벌)은 대부분 꿀벌과 유사한 스펙트럼 민감도를 가진 세 가지 유형의 광수용체를 가지고 있다. 호랑나비속은 여섯 가지 유형의 광수용체를 가지고 있으며 오색형 색각을 가질 수 있다. 동물계에서 가장 복잡한 색채 지각 시스템은 구각목 (예: 갯가재)에서 발견되었으며, 12에서 16개의 스펙트럼 수용체 유형이 여러 이색성 단위로 작동하는 것으로 생각된다.
열대어나 새와 같은 척추동물은 인간보다 더 복잡한 색채 지각 시스템을 가지고 있는 경우가 있다. 따라서 그들이 보이는 다양한 미묘한 색상은 일반적으로 다른 물고기나 새에게 직접적인 신호로 작용하며, 포유류에게 신호하는 것이 아니다. 새 시각에서 사색형 색각은 종에 따라 최대 4가지 원추세포 유형을 통해 달성된다. 각 단일 원추세포는 네 가지 주요 척추동물 원추 광색소 유형(LWS/MWS, RH2, SWS2, SWS1) 중 하나를 포함하며, 내부 분절에 색깔 있는 유적을 가지고 있다. 원추세포 내의 밝은 색 유적은 세포의 스펙트럼 민감도를 변화시키거나 좁힌다. 비둘기는 오색형 색각자일 수 있다.
파충류와 양서류도 네 가지 원추 세포 유형(때로는 다섯 가지)을 가지고 있으며, 인간만큼 또는 그 이상으로 많은 색상을 볼 가능성이 높다. 또한, 일부 야행성 도마뱀붙이와 개구리는 어두운 빛에서도 색상을 볼 수 있는 능력이 있다. 양서류의 적어도 일부 색상 유도 행동은 완전히 타고난 것으로 나타났으며, 시각적으로 박탈된 동물에서도 발달한다.
포유류의 진화 과정에서 색채 지각의 일부가 손실되었고, 이후 일부 영장류 종에서는 유전자 중복을 통해 다시 얻어졌다. 영장류를 제외한 진수하강 포유류(예: 개, 농장 동물)는 일반적으로 덜 효과적인 두 가지 수용체(이색형 색각) 색상 지각 시스템을 가지고 있어 파랑, 초록, 노랑을 구별하지만 주황과 빨강은 구별하지 못한다. 고양이와 같은 일부 포유류는 옵신 유전자의 아미노산 한 개 돌연변이를 통해 적어도 제한적으로나마 더 긴 파장 색상을 구별하는 능력을 다시 발전시켰다는 일부 증거가 있다. 빨강을 볼 수 있는 적응은 영장류에게 특히 중요한데, 이는 과일과 새로 돋아나는 붉은 잎을 식별하는 데 도움이 되기 때문이다. 이 잎은 특히 영양가가 높다.
그러나 영장류 내에서도 신세계원숭이와 구세계원숭이 사이에는 완전한 색채 지각이 다르다. 구세계 영장류는 원숭이와 모든 유인원을 포함하여 인간과 유사한 시력을 가지고 있다. 신세계원숭이는 이 수준의 색상 민감도를 가질 수도 있고 가지지 않을 수도 있다. 대부분의 종에서 수컷은 이색형 색각자이며, 암컷의 약 60%는 삼색형 색각자이지만, 고함원숭이는 원추세포 단색형 색각자이며, 올빼미원숭이의 양성 모두 삼색형 색각자이다. 한 종 내에서 수컷과 암컷 간의 시각 민감도 차이는 황록색에 민감한 옵신 단백질 유전자(빨강과 초록을 구별하는 능력을 부여함)가 X 성 염색체에 존재하기 때문이다.
살찐꼬리두나트(Sminthopsis crassicaudata)와 같은 여러 유대류는 삼색형 색채 지각을 가지고 있다.
저조도 시각에 적응된 해양 포유류는 단일 원추 세포 유형만 가지고 있어 단색형 색각자이다.

## 진화
색채 지각 메커니즘은 진화적 요인에 크게 의존하며, 그 중 가장 중요한 것은 식량원의 만족스러운 인지라고 생각된다. 초식동물 영장류의 경우, 색채 지각은 적절한(미성숙한) 잎을 찾는 데 필수적이다. 벌새의 경우, 특정 꽃 유형은 색상으로도 종종 인식된다. 반면에 야행성 포유류는 원추세포가 제대로 기능하는 데 적절한 빛이 필요하기 때문에 색채 지각이 덜 발달되어 있다. 동물계의 많은 가지, 특히 곤충에서 자외선이 색채 지각에 중요한 역할을 한다는 증거가 있다. 일반적으로 광학 스펙트럼은 물질에서 가장 흔한 전자 전이를 포함하며, 따라서 환경에 대한 정보를 수집하는 데 가장 유용하다.
영장류의 삼색형 색각 진화는 현대 원숭이, 유인원, 인간의 조상들이 주행성 활동으로 전환하고 꽃이 피는 식물의 과일과 잎을 섭취하기 시작하면서 일어났다. UV 식별을 포함한 색채 지각은 많은 절지동물에서도 나타나는데, 이 특성을 가진 척추동물 외의 유일한 육상 동물이다.
일부 동물은 자외선 스펙트럼의 색상을 구별할 수 있다. 자외선 스펙트럼은 일부 백내장 수술 환자를 제외하고는 인간의 가시 범위 밖에 있다. 새, 거북이, 도마뱀, 많은 물고기, 그리고 일부 설치류는 망막에 UV 수용체를 가지고 있다. 이 동물들은 인간의 눈에는 보이지 않는 꽃과 다른 야생 동물에서 발견되는 UV 패턴을 볼 수 있다.
자외선 시력은 새에게 특히 중요한 적응이다. 새들은 멀리서 작은 먹이를 발견하고, 길을 찾고, 포식자를 피하고, 고속으로 비행하면서 먹이를 찾을 수 있다. 새들은 또한 넓은 스펙트럼 시력을 활용하여 다른 새를 인식하고 성 선택에 활용한다.

## 색채 지각의 수학
"물리적 색상"은 순수한 스펙트럼 색상(가시 범위)의 조합이다. 원칙적으로 무한히 많은 고유한 스펙트럼 색상이 존재하므로, 모든 물리적 색상의 집합은 무한 차원 벡터 공간(힐베르트 공간)으로 생각할 수 있다. 이 공간은 일반적으로 Hcolor로 표기된다. 더 기술적으로는 물리적 색상 공간은 가시 파장 범위, 즉 실수 구간 [Wmin,Wmax]에서 실수로의 함수 C(w)로 간주될 수 있으며, 각 파장 w에 그 강도 C(w)를 할당한다. 이 공간은 스펙트럼 색상이 꼭짓점이고, 흰색은 단순체의 무게 중심, 검은색은 원뿔의 꼭짓점, 주어진 꼭짓점과 꼭짓점을 연결하는 선을 따라 밝기에 따라 단색이 어딘가에 있는 위상 원뿔로 간주될 수 있다.
Hcolor의 요소 C는 가시 파장 범위—실수 구간 [Wmin,Wmax]으로 간주됨—에서 실수로의 함수이며, [Wmin,Wmax] 내의 각 파장 w에 그 강도 C(w)를 할당한다.
인간이 지각하는 색상은 세 가지 숫자로 모델링될 수 있다. 즉, 3가지 유형의 원추세포 각각이 자극되는 정도이다. 따라서 인간이 지각하는 색상은 3차원 유클리드 공간의 한 점으로 생각할 수 있다. 이 공간을 R3color라고 부른다.
각 파장 w가 3가지 유형의 원추세포 각각을 알려진 정도로 자극하기 때문에, 이러한 정도는 각각 S, M, L 원추세포의 반응에 해당하는 3가지 함수 s(w), m(w), l(w)로 표현될 수 있다.
마지막으로, 빛 줄기는 여러 다른 파장으로 구성될 수 있으므로, Hcolor의 물리적 색상 C가 각 원추세포를 자극하는 정도를 결정하기 위해, [Wmin,Wmax] 구간에 걸쳐 C(w)·s(w), C(w)·m(w), C(w)·l(w)의 적분(w에 대한)을 계산해야 한다. 결과 숫자의 세 배는 각 물리적 색상 C(Hcolor의 요소)를 특정 지각 색상(R3color의 단일 점)과 연관시킨다. 이 연관성은 선형임이 쉽게 알 수 있다. 또한 "물리적" 공간 Hcolor의 많은 다른 요소들이 모두 R3color에서 동일한 단일 지각 색상을 초래할 수 있으므로, 지각 색상은 하나의 물리적 색상에 고유하지 않음이 쉽게 알 수 있다.
따라서 인간의 색채 지각은 무한 차원 힐베르트 공간 Hcolor에서 3차원 유클리드 공간 R3color로의 특정하고 비고유적인 선형 매핑에 의해 결정된다.
기술적으로, 스펙트럼 색상이 꼭짓점인 단순체 위의 (수학적) 원뿔의 이 선형 매핑에 의한 이미지는 R3color 내의 (수학적) 원뿔이기도 하다. 이 원뿔의 꼭짓점에서 직접 멀어지는 것은 동일한 색도를 유지하면서 강도를 증가시키는 것을 나타낸다. 이 원뿔의 단면을 취하면 2D 색도 공간이 생성된다. 3D 원뿔과 그 투영 또는 단면은 모두 볼록 집합이다. 즉, 스펙트럼 색상의 모든 혼합도 색상이다.

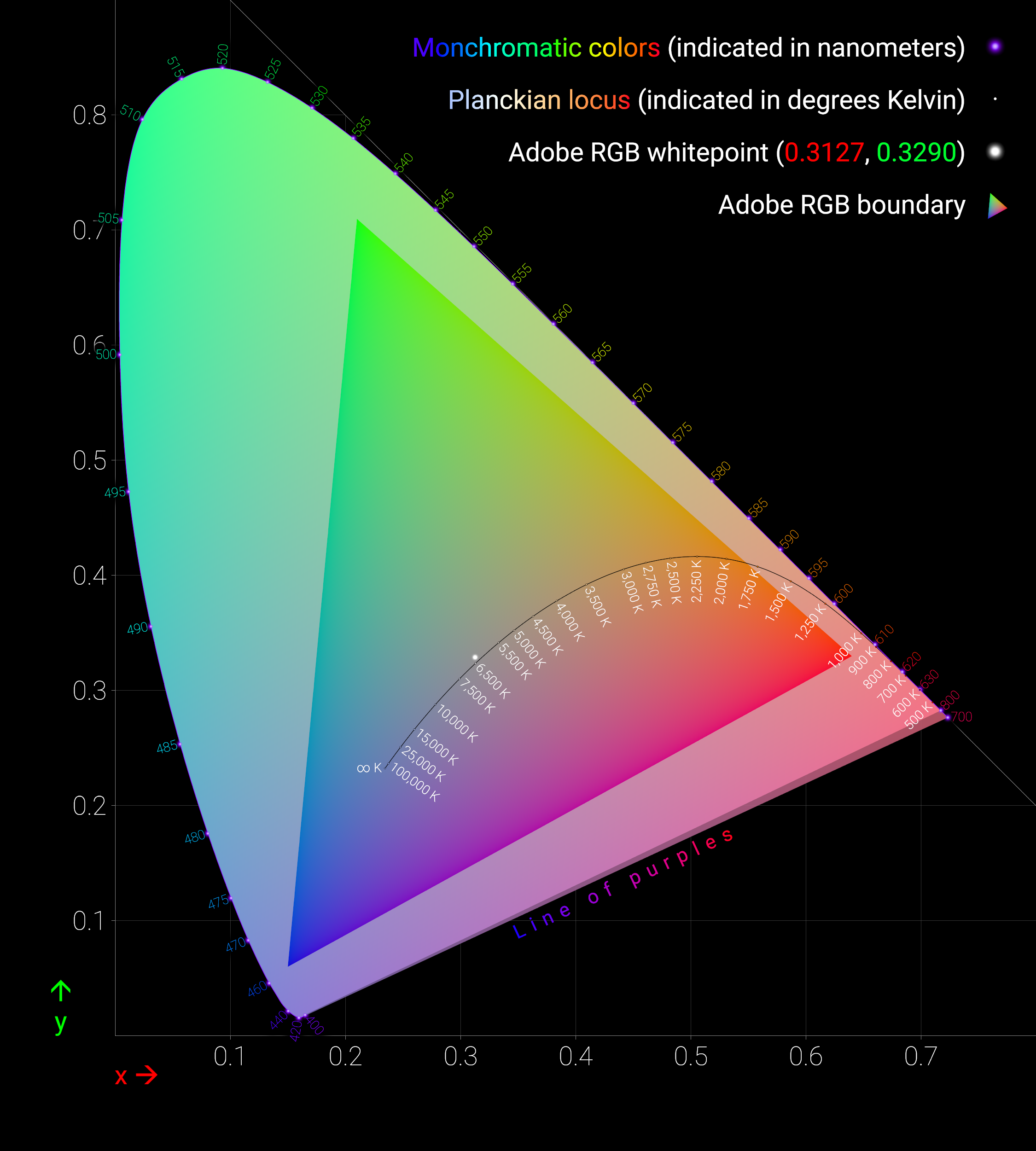
어도비 RGB 색 공간의 색역을 보여주는 삼각형이 있는 CIE 1931 색 공간의 CIE 1931 xy 색도 다이어그램. 플랑크 궤적은 켈빈으로 표시된 색온도로 표시된다. 외부 곡선 경계는 스펙트럼 궤적이며, 파장은 나노미터로 표시된다. 이 파일의 색상은 어도비 RGB로 지정된다. 삼각형 외부 영역은 어도비 RGB의 색역을 벗어나기 때문에 정확하게 렌더링될 수 없으므로 해석되었다. 표시된 색상은 이미지를 보는 데 사용하는 장치(모니터의 색상 수 등)의 색 공간에 따라 달라지며, 특정 위치의 색상을 엄격하게 정확하게 표현하지 못할 수 있다.

실제로, 개인이 다양한 물리적 색상 자극에 대한 세 가지 원추 세포 반응을 생리학적으로 측정하는 것은 매우 어려울 것이다. 대신 정신물리학적 접근 방식이 취해진다. 세 가지 특정 벤치마크 테스트 라이트가 일반적으로 사용된다. 이를 각각 S, M, L이라고 하자. 인간의 지각 공간을 보정하기 위해 과학자들은 인간 피험자들에게 S, M, L 라이트의 특정 강도 조합(IS, IM, IL)을 조절하여 어떤 물리적 색상이든 일치시키도록 했다. 이는 스펙트럼 색상에 대해서만 수행하면 되었는데, 스펙트럼 색상의 선형 조합은 그들의 (IS, IM, IL) 일치하는 동일한 선형 조합에 의해 일치될 것이기 때문이다. 실제로, 종종 S, M, L 중 적어도 하나는 물리적 테스트 색상에 어떤 강도로 추가되어야 했고, 그 조합은 나머지 2가지 라이트의 선형 조합에 의해 일치되었다. 색각 이상이 없는 다른 개인들 사이에서 일치하는 결과는 거의 동일한 것으로 나타났다.
결과적으로 얻은 강도 조합(IS, IM, IL)을 3차원 공간의 부분집합으로 간주하면 인간의 지각 색 공간에 대한 모델이 형성된다. (S, M, L 중 하나가 테스트 색상에 추가되어야 했을 때, 그 강도는 음수로 계산되었다는 점에 유의한다.) 다시, 이것은 (수학적) 원뿔이며, 이차 곡면이 아니라 특정 볼록 집합을 통과하는 3차원 공간의 원점을 통과하는 모든 광선이다. 다시, 이 원뿔은 원점에서 직접 멀어지는 것이 S, M, L 빛의 강도를 비례적으로 증가시키는 것에 해당한다는 특성을 가지고 있다. 다시, 이 원뿔의 단면은 (정의상) "색도"(비공식적으로: 고유한 색상) 공간인 평면 모양이며, CIE 1931 색 공간의 X+Y+Z가 일정한 것에 해당하는 특정 단면은 CIE 색도 다이어그램을 제공한다.
이 시스템은 색도 다이어그램의 경계에 있지 않은 모든 색조나 비스펙트럼 색상에 대해, 모두 그 색조나 색상으로 인식되는 무한히 많은 고유한 물리적 스펙트럼이 존재한다는 것을 의미한다. 따라서 일반적으로 (예를 들어) 특정 황갈색 버전으로 우리가 지각하는 스펙트럼 색상의 조합이라는 것은 존재하지 않는다. 대신, 정확히 그 색상을 생성하는 무한히 많은 가능성이 있다. 순수 스펙트럼 색상인 경계 색상은 해당 파장만 있는 빛에 반응하여 인식될 수 있으며, "자주색 선"의 경계 색상은 가시 스펙트럼 색상의 끝에 있는 순수 보라색과 순수 빨강색의 특정 비율에 의해서만 생성될 수 있다.
CIE 색도 다이어그램은 말굽 모양으로, 곡선 모서리는 모든 스펙트럼 색상(스펙트럼 자취)에 해당하며, 나머지 직선 모서리는 빨강과 보라색의 혼합물인 가장 포화된 자주색에 해당한다.

## 같이 보기
- 전색맹
- 색채론
- 드레스 색 논쟁

## 내용주
1. ↑  그러나 예외도 있다[50]

## 더 읽어보기
- Biggs T, McPhail S, Nassau K, Patankar H, Stenerson M, Maulana F, Douma M.  Smith SE, 편집. “What colors do animals see?”. 《Web Exhibits》. Institute for Dynamic Educational Advancement (IDEA).
- Feynman RP (2015). 〈Color Vision〉.   Gottlieb MA, Pfeiffer R. 《Feynman lectures on physics. Volume, Mainly mechanics, radiation, and heat》 New millennium판. New York: Basic Books. ISBN 978-0-465-04085-8 – California Institute of Technology 경유.
- Gouras P (May 2009). 《Color Vision》. 《Webvision》 (University of Utah School of Medicine). PMID 21413395.
- McEvoy B (2008). “Color vision”. 2012년 3월 30일에 확인함.
- Rogers A (2015년 2월 26일). “The Science of Why No One Agrees on the Color of This Dress”. 《Wired》.